# Helicteres eitenii
Helicteres eitenii är en malvaväxtart som beskrevs av N. Leane Moreira da Costa. Helicteres eitenii ingår i släktet Helicteres och familjen malvaväxter. Inga underarter finns listade i Catalogue of Life.